# Zászlók a szélben
Zászlók a szélben – jedenasty album węgierskiego zespołu Republic, wydany w 1997 roku przez EMI-Quint na CD i MC. Nagrań dokonano w 1997 roku w Yellow Studio.
Album zajął drugie miejsce na węgierskiej liście przebojów.

## Lista utworów
Źródło: discogs.com
1. „Legkisebb fiú…” (2:06)
2. „Gyorsabban, Erősebben, Magasabbra” (2:58)
3. „Harmadik Háború” (4:18)
4. „Leszek a rabszolgád” (3:43)
5. „Zászlók a szélben” (3:58)
6. „Nekünk az igazi” (4:37)
7. „Gurul a kő (Rád gondoltam)” (3:54)
8. „Ha mégegyszer láthatnám” (5:00)
9. „Az ő neve…” (4:10)
10. „Ezt a földet választottam” (4:30)
11. „Csak az emlék marad…” (4:32)
12. „…született” (2:06)

## Skład zespołu
Źródło: republic.hu
- László Bódi – wokal
- Csaba Boros – gitara basowa
- László Attila Nagy – perkusja
- Tamás Patai – gitara
- Zoltán Tóth – gitara